# Neoboutonia
Neoboutonia es un género perteneciente a la familia de las euforbiáceas con diez especies de plantas. Es el único género de la subtribu Neoboutoniinae.

## Taxonomía
El género fue descrito por Johannes Müller Argoviensis y publicado en Journal of Botany, British and Foreign 2: 336. 1864. La especie tipo es: Neoboutonia africana Müll. Arg. = Neoboutonia melleri (Müll.Arg.) Prain

## Especies aceptadas
A continuación se brinda un listado de las especies del género Neoboutonia aceptadas hasta octubre de 2012, ordenadas alfabéticamente. Para cada una se indica el nombre binomial seguido del autor, abreviado según las convenciones y usos.
- Neoboutonia macrocalyx Pax
- Neoboutonia mannii Benth. & Hook.f.
- Neoboutonia melleri (Müll.Arg.) Prain